# شهرستان افلح الشام
ناحیهٔ افلح الشام (به عربی: مدیریة أفلح الشام) یک ناحیه در یمن است که در استان حجه واقع شده‌است. شهرستان افلح الشام ۵۴٬۰۵۴ نفر جمعیت دارد.